# Libellula infuscata
Libellula infuscata är en trollsländeart som beskrevs av Eduard Friedrich Eversmann 1836. Libellula infuscata ingår i släktet Libellula och familjen segeltrollsländor. Inga underarter finns listade i Catalogue of Life.